# جودي كرايغ
جودي كرايغ (بالإنجليزية: Judy Craig)‏ هي مغنية أمريكية، ولدت في 6 أغسطس 1946 في نيويورك في الولايات المتحدة.